# 카미야 유우 (1967년)
카미야 유우(神谷 悠, 본명: 요리츠네 나오미 - 頼經 なおみ, 1967년 3월 7일 - )는 오사카부 출신의 일본의 만화가이다. 

## 개요
1984년, 『하나토유메』(하쿠센샤) 21호에 게재된 「그대여 천사에게 돌아가라」로 데뷔하여, 이후 같은 잡지나 『별책 하나토유메』 등으로 활약한다. 2007년부터 출산・육아를 위해 휴업 중이었으나, 2010년 『별책 하나토유메』에 복귀했다.